# Eleccions a Corts d'Aragó de 2011
Les Eleccions a Corts d'Aragó de 2011 se celebraren el 22 de maig. Amb un cens de 471.647 electors, els votants foren 688.469 (69,44%) i 303.044 les abstencions (30,56%). Fou escollit presidenta Luisa Fernanda Rudi Úbeda (PP) com a cap de la llista més votada.
| Repartiment d'escons per circumscripcions |      |       |           |       |
| Circunscripción                           | Osca | Terol | Saragossa | Total |
| Diputats                                  | 18   | 14    | 35        | 67    |

## Resultats
| ← Eleccions a Corts d'Aragó de 2011→ |                                                         |                     |         |       |        |     |
| President i govern | Partit                                                  | Candidat            | Vots    | %     | Escons | +/- |
| - President: Luisa Fernanda Rudi (PP) - Govern: PP - Cens: 1.023.575 - Votants: 688.469 (69,44%) - Abstenció: 303.044 (30,56%) - Válids: 720.531 - A candidatura: 656.407 | Partit Popular d'Aragó (PP de Aragó)                    | Luisa Fernanda Rudi | 269.308 | 39,72 | 30     | +7  |
| - President: Luisa Fernanda Rudi (PP) - Govern: PP - Cens: 1.023.575 - Votants: 688.469 (69,44%) - Abstenció: 303.044 (30,56%) - Válids: 720.531 - A candidatura: 656.407 | Partit dels Socialistes d'Aragó (PSOE-Aragón)           | Eva Almunia         | 196.521 | 28,98 | 22     | -8  |
| - President: Luisa Fernanda Rudi (PP) - Govern: PP - Cens: 1.023.575 - Votants: 688.469 (69,44%) - Abstenció: 303.044 (30,56%) - Válids: 720.531 - A candidatura: 656.407 | Partit Aragonès (PAR)                                   | José Ángel Biel     | 62.148  | 9,17  | 7      | -2  |
| - President: Luisa Fernanda Rudi (PP) - Govern: PP - Cens: 1.023.575 - Votants: 688.469 (69,44%) - Abstenció: 303.044 (30,56%) - Válids: 720.531 - A candidatura: 656.407 | Chunta Aragonesista (CHA)                               | Nieves Ibeas        | 55.875  | 8,24  | 4      | =   |
| - President: Luisa Fernanda Rudi (PP) - Govern: PP - Cens: 1.023.575 - Votants: 688.469 (69,44%) - Abstenció: 303.044 (30,56%) - Válids: 720.531 - A candidatura: 656.407 | Esquerra Unida d'Aragó (IUA)                            | Adolfo Barrena      | 41.769  | 6,16  | 4      | +3  |
| - President: Luisa Fernanda Rudi (PP) - Govern: PP - Cens: 1.023.575 - Votants: 688.469 (69,44%) - Abstenció: 303.044 (30,56%) - Válids: 720.531 - A candidatura: 656.407 | Unión Progreso y Democracia (UPyD)                      | Cristina Andreu     | 15.625  | 2,30  | 0      |     |
| - President: Luisa Fernanda Rudi (PP) - Govern: PP - Cens: 1.023.575 - Votants: 688.469 (69,44%) - Abstenció: 303.044 (30,56%) - Válids: 720.531 - A candidatura: 656.407 | ECOLO-Verdes de Aragón                                  |                     | 4.562   | 0,67  | 0      |     |
| - President: Luisa Fernanda Rudi (PP) - Govern: PP - Cens: 1.023.575 - Votants: 688.469 (69,44%) - Abstenció: 303.044 (30,56%) - Válids: 720.531 - A candidatura: 656.407 | Compromiso con Aragón (CCA)                             |                     | 3.763   | 0,55  | 0      |     |
| - President: Luisa Fernanda Rudi (PP) - Govern: PP - Cens: 1.023.575 - Votants: 688.469 (69,44%) - Abstenció: 303.044 (30,56%) - Válids: 720.531 - A candidatura: 656.407 | Partit Antitaurí Contra el Maltractament Animal (PACMA) |                     | 2.169   | 0,32  | 0      |     |
| - President: Luisa Fernanda Rudi (PP) - Govern: PP - Cens: 1.023.575 - Votants: 688.469 (69,44%) - Abstenció: 303.044 (30,56%) - Válids: 720.531 - A candidatura: 656.407 | Federació d'Independents d'Aragó (FIA)                  |                     | 993     | 0,15  | 0      |     |
| - President: Luisa Fernanda Rudi (PP) - Govern: PP - Cens: 1.023.575 - Votants: 688.469 (69,44%) - Abstenció: 303.044 (30,56%) - Válids: 720.531 - A candidatura: 656.407 | Terra Aragonesa (TA)                                    |                     | 820     | 0,12  | 0      |     |
| - President: Luisa Fernanda Rudi (PP) - Govern: PP - Cens: 1.023.575 - Votants: 688.469 (69,44%) - Abstenció: 303.044 (30,56%) - Válids: 720.531 - A candidatura: 656.407 | Unificació Comunista d'Espanya (UCE)                    |                     | 592     | 0,32  | 0      |     |
| - President: Luisa Fernanda Rudi (PP) - Govern: PP - Cens: 1.023.575 - Votants: 688.469 (69,44%) - Abstenció: 303.044 (30,56%) - Válids: 720.531 - A candidatura: 656.407 | Partido Ciudadanos Unidos de Aragón (pCUA)              |                     | 571     | 0,09  | 0      |     |
| - President: Luisa Fernanda Rudi (PP) - Govern: PP - Cens: 1.023.575 - Votants: 688.469 (69,44%) - Abstenció: 303.044 (30,56%) - Válids: 720.531 - A candidatura: 656.407 | Partido Familia y Vida (PFyV)                           |                     | 530     | 0,08  | 0      |     |
| - President: Luisa Fernanda Rudi (PP) - Govern: PP - Cens: 1.023.575 - Votants: 688.469 (69,44%) - Abstenció: 303.044 (30,56%) - Válids: 720.531 - A candidatura: 656.407 | Centre Democràtic Liberal (CDL)                         |                     | 477     | 0,07  | 0      |     |
| - President: Luisa Fernanda Rudi (PP) - Govern: PP - Cens: 1.023.575 - Votants: 688.469 (69,44%) - Abstenció: 303.044 (30,56%) - Válids: 720.531 - A candidatura: 656.407 | Partit Humanista (PH)                                   |                     | 435     | 0,07  | 0      |     |
| - President: Luisa Fernanda Rudi (PP) - Govern: PP - Cens: 1.023.575 - Votants: 688.469 (69,44%) - Abstenció: 303.044 (30,56%) - Válids: 720.531 - A candidatura: 656.407 | La Voz Independiente de Aragón (L'VIA)                  |                     | 249     | 0,04  | 0      |     |
| - President: Luisa Fernanda Rudi (PP) - Govern: PP - Cens: 1.023.575 - Votants: 688.469 (69,44%) - Abstenció: 303.044 (30,56%) - Válids: 720.531 - A candidatura: 656.407 | En blanc                                                | N/A                 | 21.682  | 3,2   | N/A    | N/A |
| - President: Luisa Fernanda Rudi (PP) - Govern: PP - Cens: 1.023.575 - Votants: 688.469 (69,44%) - Abstenció: 303.044 (30,56%) - Válids: 720.531 - A candidatura: 656.407 | Nulos                                                   | N/A                 | 10.380  |       | N/A    | N/A |

Per a poder optar al repartiment d'escons la candidatura haurà d'obtenir almenys el 3% dels vots vàlids emesos en la circumscripció corresponent.